# Museo marittimo di Osaka

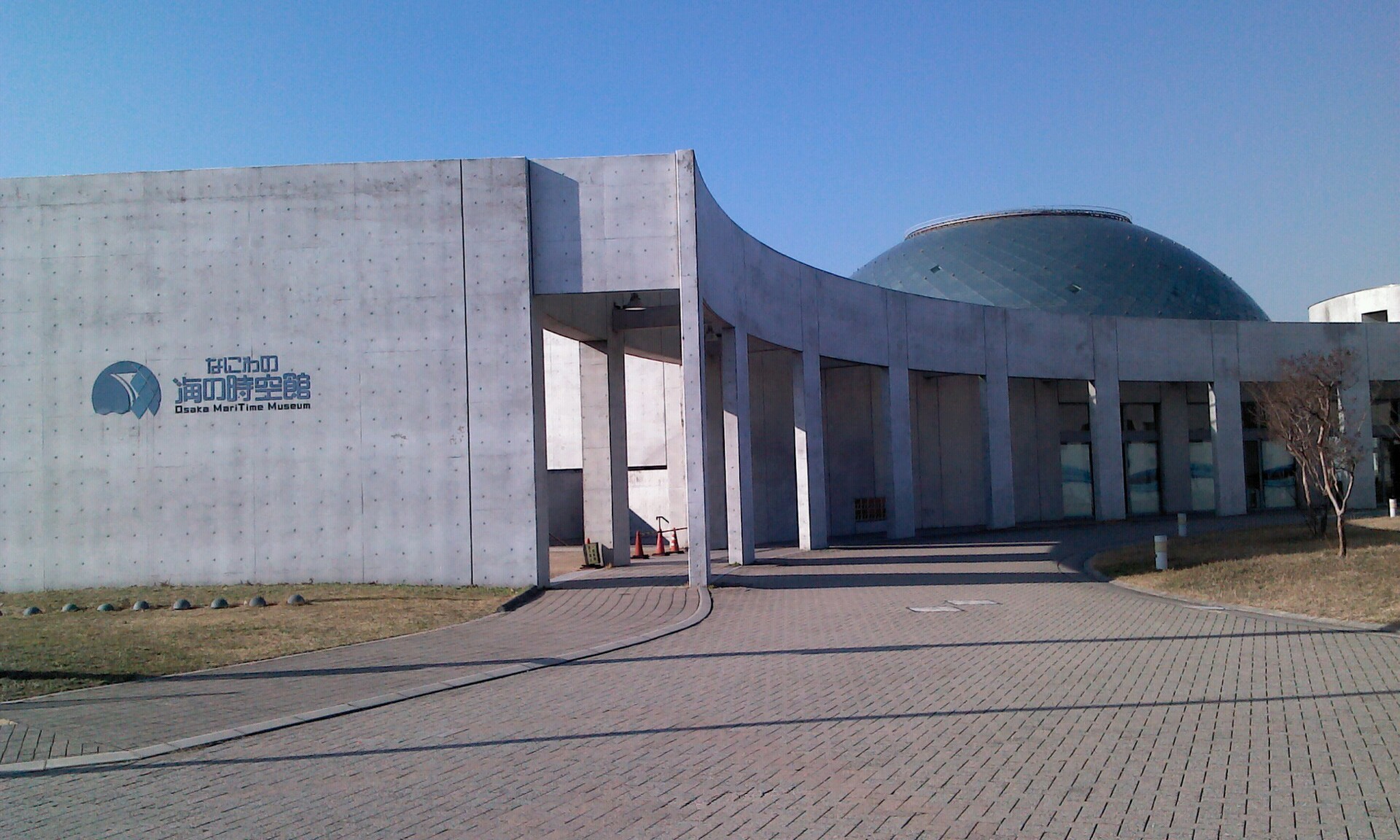
Entrata del museo

Il Museo marittimo di Osaka (なにわの海の時空館?, Naniwa no Umi no Jikūkan) è un museo marittimo situato a Osaka, in Giappone.

## Descrizione

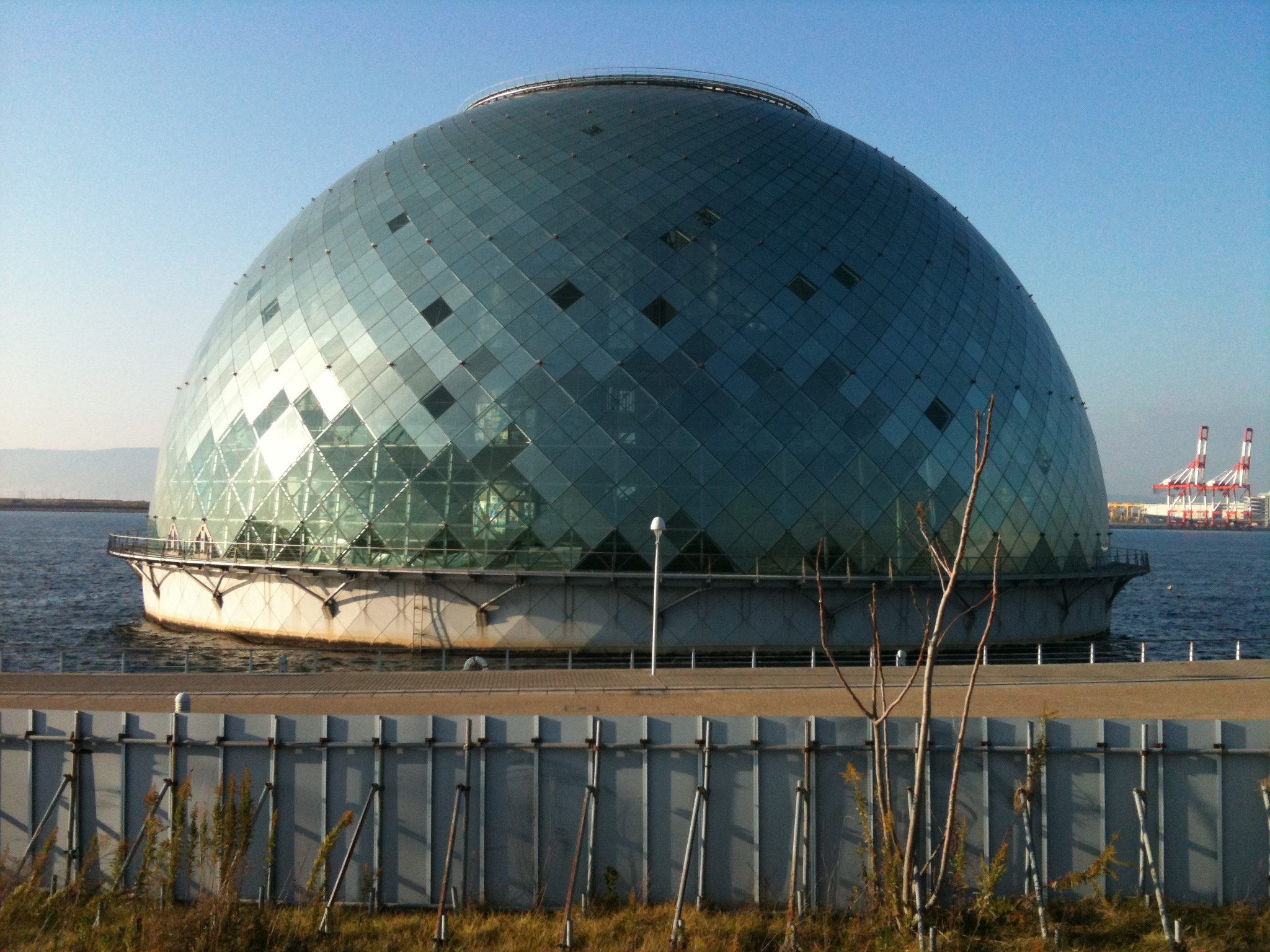
Dettaglio della cupola

La costruzione è iniziata marzo 1998, per venire poi ultimato a maggio 2000. È stato aperto dal sindaco della città il 14 luglio 2000.
Ideato dall'architetto Paul Andreu su progetto ingegneristico di Arup e Tohata, il museo è stato costruito su terreni bonificati nella baia di Osaka al costo di 12,8 miliardi di yen. La cupola che caratterizza il museo è progettata per resistere agli eventi sismici, alle onde del mare e al forte vento; essa ha permesso all'edificio di vincere il premio speciale nel 2002 dall'Institution of Structural Engineers del Regno Unito.
Il museo è stato chiuso il 10 marzo 2013 a causa di problemi finanziari, dovuti a un numero di visitatori notevolmente ridotto rispetto alla iniziale popolarità del museo.